# فرق الموت

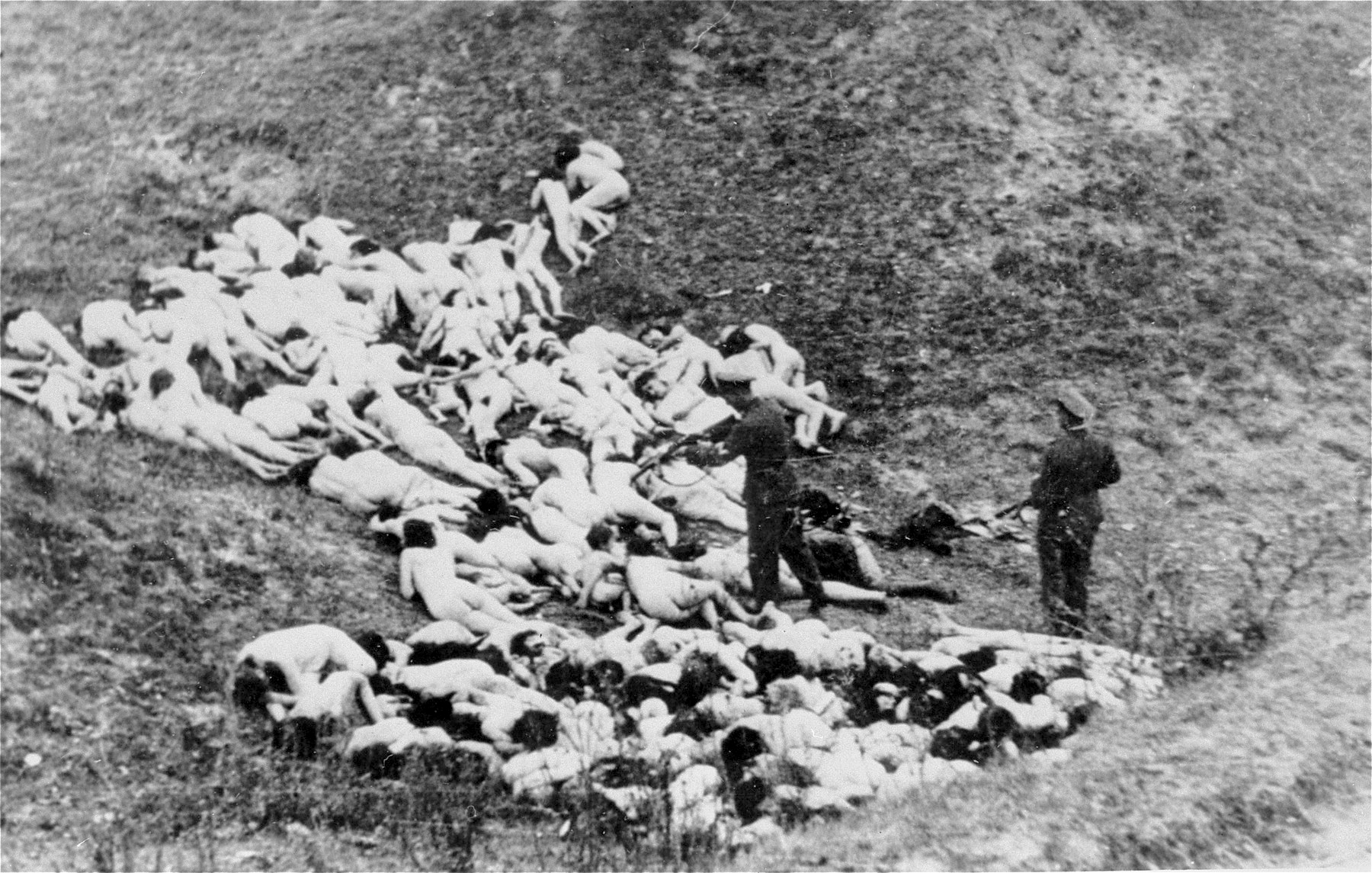

فرق الموت مصطلح استخدم في العديد من مناطق النزاعات في العالم وكان أحدها العراق وسوريا (الشبيحة). وكان يشير إلى المنظمات السرية في المناطق الساخنة، وهذه المنظمات هي التي تخلق حالة لا تنتهي من أعمال القتل العشوائي والتفجير والتخريب والسرقات، وتمارس هذه الفرق في بلدان النزاعات لأجل تحقيق أهداف سياسية.

## فرق الموت في العراق
نقلت صحيفة «الغارديان» عن جون بايس، أحد مسؤولي الأمم المتحدة في بغداد، أن عمليات القتل المنظمة وقعت قبل تفجير المسجد في سامراء ( عام 2006 ) , وأضاف أن الغالبية العظمى من الجثث تحمل علامات تدل على وقوع أصحابها ضحية لعمليات إعدام منظمة، حيث عثر على الكثير من الجثث أيديها مقيدة إلى الخلف ومعصوبة الأعين، في حين ظهرت على عدد آخر من الجثث علامات تعذيب جسدي وبعض الدلائل على استعمال أدوات كهربائية كالمقادح أثناء التعذيب.
وقال بايس ان «فرق القتل» المسؤولة عن عمليات القتل الجماعي التي كشف عنها بكر، هي ميليشيات تابعة لوزير الداخلية بيان جبر صولاغ، عضو «المجلس الأعلى للثورة الإسلامية في العراق»، وتابع المسؤول الدولي أن الأمم المتحدة حصلت على تقرير للطب الشرعي مدعّم بالصور عن الجثث التي كـــشف عنها، واعلن أن المجمع الذي وضعت به الجثث كان خلال الأشهر الأخيرة يتسلم نحو 700 جثة شهرياً.

## فرق الموت في أمريكا اللاتينية
دخل مصطلح فرق الموت حيز الاستخدام في أمريكا اللاتينية بعد التدخل الأمريكي العسكري في تلك المنطقة.